# Alice Ames Winter
Alice Ames Winter (25 november 1865 - 5 april 1944) was een Amerikaanse literatuurkenner en auteur. Ze was voorzitter van de General Federation of Women's Clubs. 

## Beginjaren en opleiding

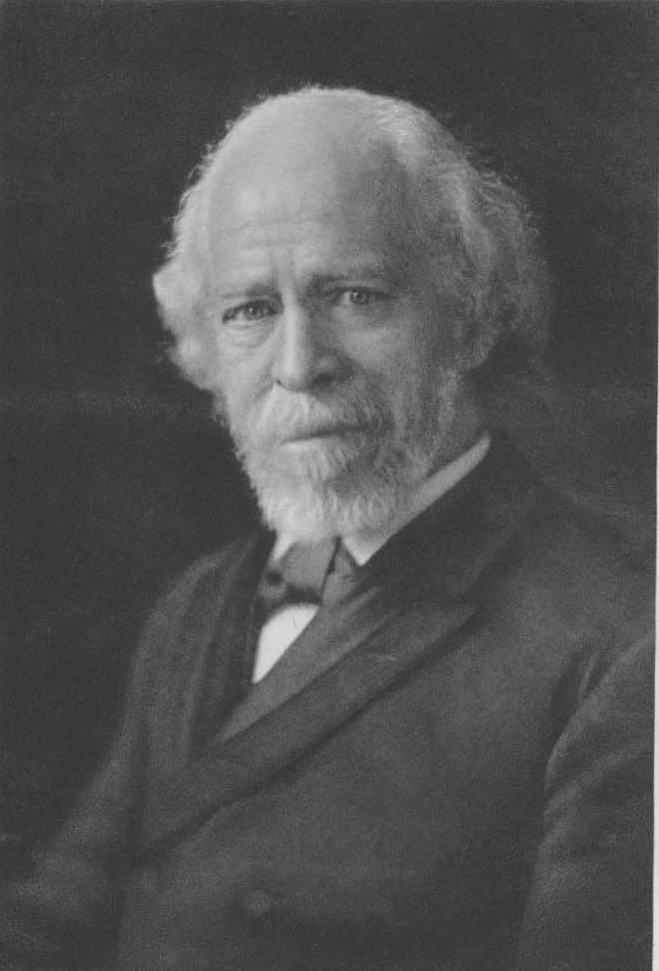
Charles Gordon Ames

Winter werd op 25 november 1865 geboren in Albany, New York. Haar ouders waren dominee Charles G. en Fanny Baker Ames. Ze kwam uit een gezin van vier kinderen, waaronder zij zelf; een zuster, Edith Theodora Ames; een broer, Theodore, die stierf in zijn kindertijd; en een halfbroer, Charles Wilberforce Ames. Haar voorouders omvatten onder andere Francis en John Scott, die in 1620 in de Verenigde Staten aankwamen op de Mayflower.
Winter studeerde schone kunsten aan de Pennsylvania Academy.  Ze haalde in 1886 aan Wellesley College haar Bachelor of Arts-, en in 1889 een Master of Arts graad.

## Carrière
Van 1890 tot 1892 werkte Winter als lerares. Op dat moment was ze ook voorzitter van de Minneapolis Kindergarten Association. Ze was tevens een van de oprichters en de eerste voorzitter (1907-1915) van de Minneapolis Woman's Club. 
Tijdens de Eerste Wereldoorlog was ze voorzitter van de Commissie voor Vrouwenveiligheid en van de vrouwenafdeling van de Council of National Defense van Minnesota. Ze was tevens directeur van de Minnesota Child Labour Commission en van het Amerikaanse Rode Kruis in Minneapolis. Winters gebruikte de connecties die ze had gelegd bij dit werk om haar strijd voor het vrouwenkiesrecht kracht bij te zetten. 
Na de oorlog zette ze haar organisatorische activiteiten voort als vice-president (1918-20) en president (1920-24) van de GFWC. In 1920 was ze betrokken bij de oprichting van het Women's Joint Congressional Committee. In 1928 werd ze directeur van het Home Women's Bureau en het Republican National Committee. Winter was lid van Clio, de Minnesota Playground Association, League of American Pen Women, New Century, Shakespeare Club en de Woman's Friday Morning Club.
Een aantal van haar bekendste werken zijn Prize to the Hardy, Bobbs-Merrill, 1905; Jewell Weed, 1907; en Charles Ames, een biografie, Houghton. Mifflin, 1913. 

## Privéleven
Op 25 juni 1892 trouwde Ames met Thomas Gerald Winter uit Minneapolis, Minnesota. Ze kregen een zoon, Charles Gilbert, en een dochter, Edith Winter Ames. Op religieus vlak was Winter unitair.
Ze stierf op 5 april 1944. Haar papers worden beheerd door de Hoover Institution.

## Geselecteerde werken
- - How shall we judge a motion picture?, 19??
  - The Prize to the Hardy. Met tekeningen van R.M. Crosby. (een roman), 1905
  - Jewel Weed. Met tekeningen van Harrison Fisher, 1906
  - Women's Clubs To-day, 1921
  - To American women : a plea, 1922
  - The business of being a club woman, 1925
  - The little woman who made a great war, 1927
  - The Heritage of Women, 1928
  - What do we want of a president?., 1928
  - Hopeful tides in American politics, 1928
  - A woman's reason in politics, 1928
  - Better pictures in your home town : suggestions to local better films committees, 1932
  - Motion picture study program : in four numbers, 1936

- Library of Congress Control Number: n88115968
- Nederlandse Thesaurus van Auteursnamen: 315487399
- Virtual International Authority File: 33548955
- WorldCat: E39PBJqbr8v4dpWWwfgV6PVBfq